# فروش شخصی
فروش شخصی یا پرسونال سیلینگ (به انگلیسی: Personal selling) زمانی اتفاق می افتد که یک نماینده فروش با یک مشتری بالقوه به منظور انجام معامله 
ملاقات می کند. بسیاری از نمایندگان فروش بر فرآیند فروش متوالی متکی هستند که معمولاً شامل 9 مرحله است. برخی از نمایندگان فروش اسکریپت هایی را برای تمام یا بخشی از فرآیند فروش توسعه می دهند. این فرآیند فروش را می توان در برخوردهای حضوری و در بازاریابی تلفنی استفاده کرد.

## تعریف
فروش شخصی را می‌توان اینگونه تعریف کرد: «فرایند ارتباط شخص به فرد بین فروشنده و مشتری احتمالی، که در آن فروشنده در مورد نیازهای مشتری می‌آموزد و با ارائه فرصتی به مشتری برای خرید چیزی ارزشمند به دنبال ارضای آن نیازها است. مانند یک کالا یا خدمات. این اصطلاح همچنین ممکن است برای توصیف وضعیتی استفاده شود که در آن یک شرکت از نیروی فروش به عنوان یکی از راه های اصلی ارتباط با مشتریان استفاده می کند.
فروش شخصی شیوه‌ای از فروش است که در آن، سازمان‌ها و کسب و کارها، برای فروش کالاها و خدمات (و در یک کلام: محصولات) خود، به برخورد فرد به فرد فروشندگان با مشتریان تکیه می‌کنند.
در این سازمان‌ها معمولاً اصطلاح نیروی فروش یا نیروهای فروش را زیاد می‌شنویم.
استفاده از فروش شخصی به معنای حذف سایر شیوه‌های بازاریابی یا شیوه‌های تبلیغات نیست. بلکه فروش شخصی هم یکی از ابزارهایی است که می‌تواند در کنار سایر ابزارها مورد استفاده و بهره‌برداری قرار بگیرد.

## منبع
- مشارکت‌کنندگان ویکی‌پدیا. «Personal selling». در دانشنامهٔ ویکی‌پدیای انگلیسی، بازبینی‌شده در ۱۱ نوامبر ۲۰۲۱.